# Dobrovolný svazek obcí Koryčanska a Zdounecka se sídlem ve Zdounkách
Dobrovolný svazek obcí Koryčanska a Zdounecka se sídlem ve Zdounkách je dobrovolný svazek obcí v okresu Kroměříž, jeho sídlem jsou Zdounky a jeho cílem je rozvoj regionu. Sdružuje celkem 11 obcí a byl založen v roce 2002.

## Obce sdružené v mikroregionu
- Cetechovice
- Honětice
- Chvalnov-Lísky
- Koryčany
- Soběsuky
- Troubky-Zdislavice
- Roštín
- Zástřizly
- Zborovice
- Zdounky
- Střílky